# Kålpalm
Kålpalmer är palmer med ätbart innanmäte, s.k. palmkål eller palmhjärta. Det kan ex. syfta på assaipalm, jussarapalm, kungspalm eller andra arter i släktena Euterpe, Areca, Oreodoxa, Oncosperma, Corypha, Livistona, Arenga, Cocos, m.fl.